# Eleccions legislatives austríaques de 2008
Les eleccions legislatives del 2008 a Àustria, al Consell Nacional van ser l'28 de setembre de 2008. Els socialdemòcrates foren la força més votada i Werner Faymann fou nomenat canceller

## Antecedents
En les eleccions legislatives austríaques de 2006 de l'1 d'octubre, el Partit Socialdemòcrata d'Àustria (SPÖ) d'Alfred Gusenbauer va guanyar, però va tenir una insuficient majoria per governar en solitari. Després de molts acords, en va arribar a una amb el Partit Popular d'Àustria (ÖVP), d'aquesta manera Gusenbauer va ser nomenat Canceller d'Àustria l'11 de gener de 2007, amb 7 ministres de l'SPÖ i 7 de l'ÖVP. El 16 de juny de 2008 Gusenbauer dimití com a líder de l'SPÖ i hi col·locà a l'aleshores Ministre d'Infraestructures Werner Faymann. El 7 de juliol de 2008 l'ÖVP va anunciar que sortia de la coalició per falta de consens polític deixant el govern en minoria, això l'obligà a convocar eleccions anticipades per al 28 de setembre del mateix any. Alfred Gusenbauer no es va presentar a la reelecció com a canceller i el seu lloc va ser ocupat pel president del partit, Werner Faymann.

## Resultats
Resum de l'1 d'octubre de 2008 Consell Nacional d'Àustria resultats electorals
| Partits | Partits                                                                                                | Vots      | +/-      | %     | +/-     | Escons | +/- |
| --- | --- | --------- | -------- | ----- | ------- | ------ | --- |
| | Partit Socialdemòcrata d'Àustria (Sozialdemokratische Partei Österreichs)                              | 1,430,206 | −233,780 | 29.26 | −6.08   | 57     | −11 |
| | Partit Popular d'Àustria (Österreichische Volkspartei)                                                 | 1,269,656 | −346,837 | 25.98 | −8.35   | 51     | −15 |
| | Partit Liberal d'Àustria (Freiheitliche Partei Österreichs)                                            | 857,029   | +337,431 | 17.54 | +6.50   | 34     | +13 |
| | BZÖ-Llista Jörg Haider (BZÖ – Liste Jörg Haider)                                                       | 522,933   | +329,394 | 10.70 | +6.59   | 21     | +14 |
| | Els Verds (Die Grünen – Die Grüne Alternative)                                                         | 509,936   | −10,194  | 10.43 | −0.62   | 20     | −1  |
| | Fòrum Liberal (Liberales Forum)                                                                        | 102,249   | *        | 2.09  | *       | —      | ¶   |
| | Fòrum dels Ciutadans d'Àustria-Llista Fritz Dinkhauser (Bürgerforum Österreich Liste Fritz Dinkhauser) | 86,194    | *        | 1.76  | *       | —      | *   |
| | Partit Comunista d'Àustria (Kommunistische Partei Österreichs)                                         | 37,362    | −10,216  | 0.76  | −0.25   | —      | —   |
| | Iniciativa Ciutadana Salva Àustria (Unabhängige Bürgerinitiative Rettet Österreich)                    | 35,718    | *        | 0.73  | *       | —      | *   |
| | Els Cristians (Die Christen)                                                                           | 31,080    | *        | 0.64  | *       | —      | *   |
| | Partit dels Drets Animals (Tierrechtspartei earth–human–animals–nature) [2]                            | 2,224     | *        | 0.05  | *       | —      | *   |
| | Esquerra (Linke) [1]                                                                                   | 2,138     | † –119   | 0.04  | † ±0.00 | —      | †   |
| | Dipl.-Ing. Karlheinz Klement (Dipl.-Ing. Karlheinz Klement) [3]                                        | 347       | *        | 0.01  | *       | —      | *   |
| | Llista Stark (Liste Stark) [3]                                                                         | 237       | −75      | 0.00  | –0.01   | —      | —   |
| | Total (participació: 78,82%; +0.34)                                                                    | 4,887,309 | —        | 100.0 | —       | 183    | —   |
| Notes: * No es presentà a les eleccions de 2006. ¶ No es presentà a les eleccions de 2006, però va obtenir un escó a les llistes del SPÖ. [1] Es presentà només a Burgenland, Salzburg, Tirol, Baixa Àustria i Viena. † Comparat amb el Partit Socialista d'Esquerra, que es presentà el 2006 i el 2008 formà part de l'Esquerra. [2] Es presentà només a Viena. [3] Es presentà només a Caríntia. | |           |          |       |         |        |     |
| Font: BMI | |           |          |       |         |        |     |

## Mapes
|  |  |
|  |  |